# Jan Zając (biskup)
Jan Zając (ur. 20 czerwca 1939 w Libiążu Małym) – polski duchowny rzymskokatolicki, rektor Wyższego Seminarium Duchownego Archidiecezji Krakowskiej w latach 1984–1993, kustosz sanktuarium Bożego Miłosierdzia w Krakowie-Łagiewnikach w latach 2002–2014, biskup pomocniczy krakowski w latach 2004–2014, od 2014 biskup pomocniczy senior archidiecezji krakowskiej.

## Życiorys
Urodził się 20 czerwca 1939 w Libiążu Małym. Od 1953 był uczniem Liceum Ogólnokształcącego w Chrzanowie, gdzie w 1957 zdał egzamin dojrzałości. W latach 1957–1963 odbył studia filozoficzno-teologiczne w Wyższym Seminarium Duchownym Archidiecezji Krakowskiej. Święceń prezbiteratu udzielił mu 23 czerwca 1963 w katedrze na Wawelu biskup pomocniczy krakowski Karol Wojtyła.
W latach 1963–1971 pracował jako wikariusz kolejno w parafiach: Matki Bożej Nieustającej Pomocy w Międzybrodziu Żywieckim (1963–1967), Matki Bożej Królowej Polski w Chełmku (1967–1970) i Ofiarowania Najświętszej Maryi Panny w Wadowicach (1970–1971). W latach 1977–1980 był duszpasterzem jednego z czterech rejonów parafii Matki Bożej Królowej Polski w Nowej Hucie. Od 1980 do 1984 pracował jako proboszcz w parafii św. Szczepana w Krakowie.
Od 1971 do 1977 był zatrudniony na stanowisku ojca duchownego w Wyższym Seminarium Duchownym Archidiecezji Krakowskiej. W latach 1984–1993 sprawował urząd rektora seminarium. W 1993 został dyrektorem Wydziału Koordynacji Duszpasterstwa Archidiecezji Krakowskiej, a w czerwcu 1998 ojcem duchownym w ramach Studium Formacji Stałej Kapłanów Archidiecezji Krakowskiej. W 1999 został mianowany wikariuszem biskupim ds. duszpasterstwa. W 2002 objął funkcję kustosza sanktuarium Bożego Miłosierdzia w Krakowie-Łagiewnikach. Wszedł w skład rady kapłańskiej, rady duszpasterskiej i kolegium konsultorów. Został obdarzony godnościami kanonika Kapituły Metropolitalnej na Wawelu i protonotariusza apostolskiego.
14 sierpnia 2004 wraz z Józefem Guzdkiem został mianowany przez papieża Jana Pawła II biskupem pomocniczym archidiecezji krakowskiej. Jako stolica tytularna została mu przyznana Taddua. Święcenia biskupie otrzymał 15 września 2004 w sanktuarium Bożego Miłosierdzia w Krakowie-Łagiewnikach. Udzielił mu ich kardynał Franciszek Macharski, arcybiskup metropolita krakowski, z towarzyszeniem arcybiskupa Józefa Kowalczyka, nuncjusza apostolskiego w Polsce, i arcybiskupa Stanisława Dziwisza, prefekta pomocniczego Domu Papieskiego. Na swoje zawołanie biskupie przyjął słowa „Surgite, eamus!” (Wstańcie, chodźmy!), pochodzące z Ewangelii św. Marka i będące jednocześnie tytułem książki papieża Jana Pawła II. Został mianowany wikariuszem generalnym. 7 października 2014 papież Franciszek przyjął jego rezygnację z obowiązków biskupa pomocniczego archidiecezji krakowskiej. W tym samym roku przestał pełnić funkcję kustosza sanktuarium Bożego Miłosierdzia w Krakowie-Łagiewnikach, będąc odtąd kustoszem honorowym.
W ramach Konferencji Episkopatu Polski w marcu 2005 został przewodniczącym Zespołu ds. Sanktuariów. Objął też funkcję przewodniczącego Komisji Charytatywnej. Ponadto został przewodniczącym Komisji Nadzorczej Caritas Polska.
Spokrewniony (brat dziadka) z Heleną Kmieć, polską misjonarką zamordowaną w 2017 w Boliwii.

## Wyróżnienia
W 2007 został przyjęty w poczet członków Zakonu Rycerskiego Bożego Grobu w Jerozolimie, w którym otrzymał rangę komandora.
W 2009 nadano mu tytuł honorowego obywatela Libiąża.